# Ernte teilen
Ernte Teilen ist ein Dokumentarfilm aus dem Jahr 2023, der sich mit der Solidarischen Landwirtschaft (SoLaWi) und den Herausforderungen der modernen Landwirtschaft auseinandersetzt. 

## Inhalt
Der Film porträtiert drei Betriebe in Norddeutschland, die sich für das Prinzip der Solidarischen Landwirtschaft entschieden haben. In Interviews äußern Landwirte und Kunden ihre Beweggründe, sich für eine nachhaltigere und fairere Form der Lebensmittelproduktion zu engagieren.

## Entstehungsgeschichte
Die Idee zu seinem Langfilm-Debüt hatte Philipp Petruch im Jahr 2019. Es wurde von einem Kollektiv als Indie-Dokumentarfilm produziert. Die Finanzierung erfolgte 2020 mithilfe von einer Crowdfunding-Kampagne, die 14.000 Euro einnahm. Noch im selben Jahr begannen die Dreharbeiten. Im Jahr 2021 konnte eine Förderung der deutschen Rentenbank erreicht werden. Bis zum Ende der Dreharbeiten im Juni 2022 waren 80 Stunden Material entstanden.

## Veröffentlichung
Ernte teilen feierte seine Premiere am 31. Mai 2023 im Babylon in Berlin. Der Film wird durch eine Graswurzelkampagne vertrieben. Interessierte, sogenannte „Solawi-Botschafter“, können den Film eigenständig vorführen und zur Verbreitung des Films und des Themas beitragen. Der Film wurde im Jahr 2023 in mehr als 60 Kinos und 150 alternativen Abspielorten aufgeführt. Im Frühjahr 2024 lief der Film in der Schweiz im Herbst 2024 dann in Österreich.

## Festivalteilnahmen (Auswahl)
- NaturVision Filmfestival, nominiert für den NaturVision-Preis der Jugendjury, 2023, Deutschland
- BABUL ECO FILM FESTIVAL, official selection, 2023, Indien
- Acampadoc Panamá, official selection, 2023, Panamá
- Capital Filmmakers Festival Berlin, Gewinner Beste Regie, 2023, Deutschland
- Fünf Seen Filmfestival, Gewinner Kino & Klima Award, 2023, Deutschland
- Globale Mittelhessen, official selection, 2023, Deutschland
- Snowdance Filmfestival, Official Selection, 2024, Deutschland